# Vinitché
Vinitché ou Viniče (en macédonien Виниче) est un village situé à Gazi Baba, une des dix municipalités spéciales qui constituent la ville de Skopje, capitale de la Macédoine du Nord. Le village ne comptait aucun habitant à l'année en 2002. Il se trouve à proximité de Tsréchévo, au pied de la Skopska Crna Gora.